# Sorne
Pour les articles homonymes, voir Sorne (homonymie).
La Sorne est une rivière Suisse qui prend sa source dans le canton du Jura et un affluent de la Birse, donc un sous-affluent du Rhin.

## Géographie
Elle prend sa source sur la commune des Genevez[réf. nécessaire]. Elle passe près des villages de Bellelay, Châtelat, Undervelier, Bassecourt, Courfaivre, Courtételle et Delémont où elle se jette dans la Birse. La Birse se jette elle-même dans le Rhin à Bâle. 
La longueur de la Sorne est de 29,6 km[réf. nécessaire], son bassin a une superficie de 208,5 km2[réf. nécessaire], il occupe 22,6 % du bassin collecteur de la Birse (924 km2).

## Affluents
Principaux affluents : 
- source près des Genevez dans le synclinal de Bellelay ;
- ruisseau de la Drai dans le synclinal du Petit-Val ;
- le Tchaibez dans le synclinal du Petit-Val ;
- nombreuses sources karstiques dans les gorges du Pichoux, dont les Blanches-Fontaines ;
- le Miéry dans le synclinal d'Undervelier-Soulce ;
- le Folpotat dans le synclinal d'Undervelier-Soulce ;
- nombreuses sources karstiques dans la cluse d'Undervelier ;
- le Tabeillon entre Bassecourt et Glovelier ;
- le Ruisseau de Boécourt ;
- la Rouge-Eau ;
- la Golatte ;
- la Pran ;
- ruisseau de la Tuilerie ;
- ruisseau du Sacy ;
- ruisseau du Chételay ;
- ruisseau de Courtételle ;
- ruisseau de Châtillon.